# Наумов, Павел Сергеевич
Па́вел Серге́евич Нау́мов (род. 26 декабря 1979) — российский легкоатлет, специалист по бегу на средние и длинные дистанции, кроссу, спортивному ориентированию. Выступал на профессиональном уровне в 1996—2009 годах, победитель и призёр первенств всероссийского значения, участник ряда крупных международных стартов, в том числе чемпионата мира в помещении в Москве. Представлял Москву и Белгородскую область. Мастер спорта России международного класса. Тренер.

## Биография
Павел Наумов родился 26 декабря 1979 года.
Начинал карьеру в спортивном ориентировании, становился победителем и призёром всероссийских первенств, в 1996—2001 годах привлекался в юношескую, юниорскую, студенческую и взрослую сборные страны, выполнил норматив мастера спорта.
Впервые заявил о себе на международном уровне в лёгкой атлетике в сезоне 2003 года, когда вошёл в состав российской сборной и пробежал экиден в японском городе Тиба, установив вместе со своим соотечественниками ныне действующий рекорд России в гонке из пяти этапов —2:02.31. Также в этом сезоне выступил на чемпионате Европы по кроссу в Эдинбурге, где занял 57-е место.
В 2004 году помимо прочего выиграл серебряную медаль на осеннем чемпионате России по кроссу в Оренбурге.
В 2005 году в беге на 3000 метров одержал победу на зимнем чемпионате России в Волгограде, показал 11-й результат на чемпионате Европы в помещении в Мадриде. Летом получил серебро на чемпионате России по бегу на 1 милю, взял бронзу в беге на 5000 метров на чемпионате России в Туле. В ноябре на Международном экидене в Тибе установил ныне действующие рекорды России и Европы в гонке из шести этапов — 2:02.34.
В 2006 году в 3000-метровой дисциплине стал серебряным призёром на зимнем чемпионате России в Москве, финишировал девятым на чемпионате мира в помещении в Москве.
В 2007 году был вторым на зимнем чемпионате России в Волгограде, третьим на весеннем чемпионате России по кроссу в Жуковском.
В 2008 году на весеннем чемпионате России по кроссу в Жуковском выиграл серебряную медаль в дисциплине 4 км.
В 2009 году вновь стал серебряным призёром в 4-километровой гонке на весеннем чемпионате России по кроссу в Жуковском. По окончании сезона завершил спортивную карьеру.
За выдающиеся спортивные достижения удостоен почётного звания «Мастер спорта России международного класса».
Окончил Российский государственный социальный университет (2005) и Московский институт физической культуры и спорта (2012). Впоследствии работал тренером.